# Klesie Kelly

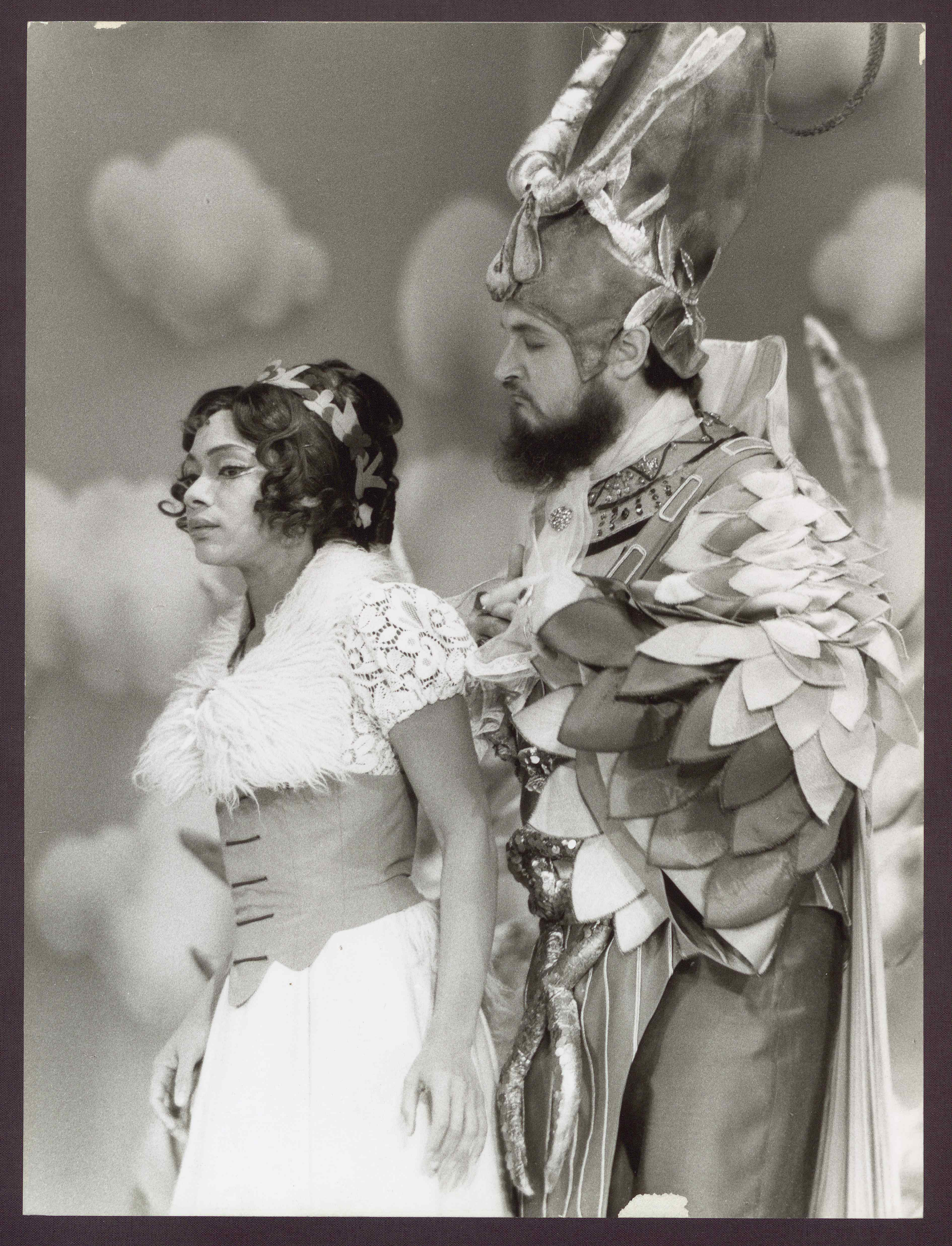
Klesie Kelly mit Dieter Brencke in Die belohnte Treu am Badischen Staatstheater Karlsruhe (1971/72)

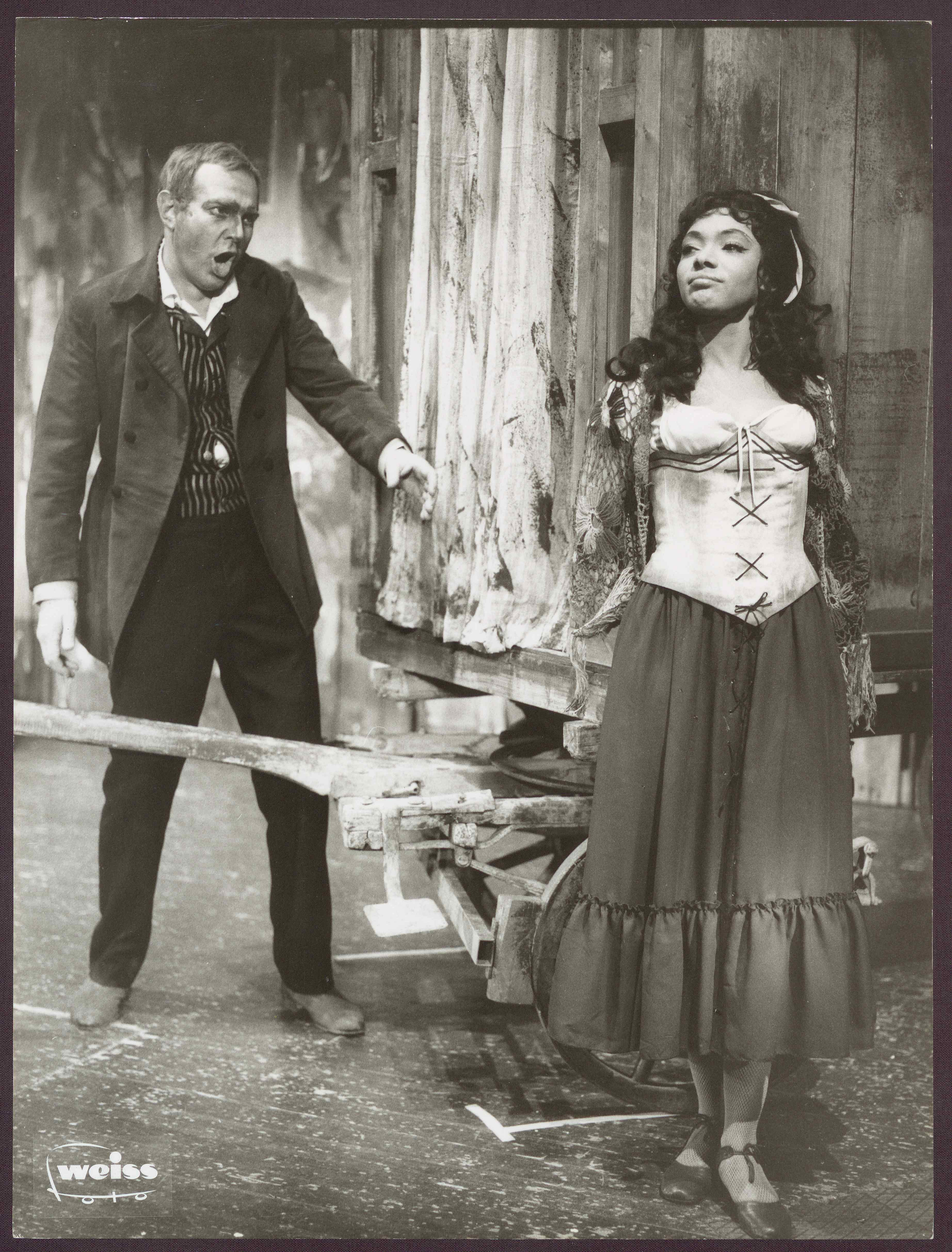
Kelly ebenda mit Franz Ferdinand Nentwig in Der Bajazzo

Klesie Kelly, verheiratete Klesie Kelly-Moog (* 1946 in McRoberts, Kentucky), ist eine US-amerikanische Sopranistin und Gesangspädagogin, die in Deutschland lebt. Sie ist emeritierte Professorin der Hochschule für Musik und Tanz Köln.

## Leben
Klesie Kelly wuchs in Milwaukee auf und absolvierte ein Studium bei Bettina Bjorksten an der University of Wisconsin–Madison, das sie 1967 mit dem Bachelor of Music abschloss. Mit Hilfe eines Stipendiums setzte sie danach ihre Studien an der Musikakademie in Detmold fort. Dort war sie eine Schülerin von Helmut Kretschmar und Günther Weißenborn.
Kelly erhielt zunächst ein Engagement am Badischen Staatstheater Karlsruhe, wo sie unter anderem 1971/72 als Fillide/Celia in Joseph Haydns Oper Die belohnte Treu zu sehen war. Danach führte sie eine erfolgreiche Karriere als Konzert- und Liedersängerin, anfangs in Deutschland und später auch in anderen europäischen Ländern. Zu ihrem Repertoire gehörten sowohl deutsche Kunstlieder und Spirituals, als auch Partien in Oratorien und geistlichen Musikwerken. Aufnahmen von ihrem Gesang erschienen bei Aulos, Edition Schwann und Electrola.
Kelly lehrte ab 1979 Gesang an der Hochschule für Musik und Tanz Köln, zunächst als Dozentin und von 1986 bis 2014 als Professorin. Zu ihren dortigen Schülern gehörten Christiane Oelze und Vera Schoenenberg. Sie leitete auch Workshops an der Musikhochschule in Hannover, in Würzburg, Trossingen und Köln. Daneben gab sie Meisterkurse in Europa und Korea. Sie ist Gastprofessorin an der Internationalen Akademie für Musik Köln.
Kelly ist mit dem deutschen Cellisten Rainer Moog (* 1941) verheiratet, der ebenfalls bis zu seiner Pensionierung an der Musikhochschule Köln lehrte.

## Diskografie
- mit Hildegard Laurich (Alt), Helmut Kretschmar (Tenor), Erich Wenk (Bass), Martin Stephani (Leitung), Chor des Bielefelder Musikvereins, Kölner Kammerorchester: Passionskantate nach dem Evangelisten Johannes / Georg Friedrich Händel. Sonopress Reinhard Mohn, Gütersloh 1970 (schwann AMS 3515).
- mit Ian Partridge (Tenor), Werner Genuit (Klavier): Franz Schubert und seine Freunde. EMI-Electrola, Köln 1977.
- mit Ian Partridge (Tenor), Hermann Baumann (Horn), Dieter Klöcker (Klarinette), Werner Genuit (Klavier), Rainer Vogt (Gitarre), Karl-Otto Hartmann (Fagott): Abendlieder, Liebeslieder und Romanzen. EMI-Electrola, Köln 1977.
- mit Franz Klein (Klarinette), Werner Kämmerling (Klavier): Lieder für Sopran, Klarinette und Klavier. (Franz Lachner, Franz Schubert, Louis Spohr) Aulos, Bietigheim 2016.